# 东城镇 (阳江市)
东城镇，是中华人民共和国广东省阳江市阳东区下辖的一个乡镇级行政单位。地处阳江市东部，东与北惯镇交界，南隔那龙河与雅韶镇相望，西接阳江市区，北与阳江市江城区岗列街道奕地村接壤， 行政区域面积40.66平方千米。

## 行政区划
东城镇下辖以下地区：
大令社区、始兴社区、报头村、报平村、丹载村、石伦村、端陶村、金村、那味村和英村。